# Ilhéu Branco
Die kleine, unbewohnte Insel Ilhéu Branco ist Teil der Kapverdischen Inseln.

## Etymologie
Der Name der Insel leitet sich ab vom Portugiesischen branco mit der Bedeutung weiß. Dies spielt auf die Farbe der recht häufigen Guanovorkommen an.

## Geographie
Das kleine Eiland gehört zur Inselgruppe der Ilhas de Barlavento (dt. luvseitigen Inseln) im Norden der Kapverden. Es liegt zwischen Santa Luzia im Nordwesten und der Ilhéu Raso im Südwesten. Nach Santa Luzia im Nordnordwesten sind es rund 8 Kilometer, zur im Südosten gelegenen Ilhéu Raso 8,5 Kilometer. Die nordwest-südöstlich ausgerichtete Insel hat eine Längserstreckung von 3,6 Kilometer und eine maximale Breite von 1,4 Kilometer. Sie erreicht eine Höhe von 327 Metern über dem Meeresspiegel. 

## Geologie
Ilhéu Branco ist rein vulkanischen Ursprungs und in seinem Aufbau der Nachbarinsel Santa Luzia recht ähnlich. Die Lavaflüsse des Schildstadiums zeigen aber ein unterschiedliches, südöstliches Einfallen. Die auftretenden Gangsysteme sind vorwiegend in nördlicher Richtung angeordnet. Der vulkanische Unterbau des Eilands überlagert zirka 124 Millionen Jahre alte ozeanische Kruste der Oberkreide (Aptium). Vorwiegend auf der windabgewandten Seite haben sich im Holozän eine Serie von alluvialen Fächern gebildet, die von vereinzelten äolischen Dünen überlagert werden.

## Flora und Fauna
Die Felsen der Ilhéu Branco werden von zahlreichen Seevogelarten als Nistplätze genutzt. Hauptbrutzeit ist von Juli bis Oktober. Hier brüten unter anderem der Gelbschnabel-Sturmtaucher (Calonectris diomedea edwardsii), der Zwergsturmtaucher (Puffinus (assimilis) boydi), der Madeirawellenläufer (Oceanodroma castro) und rund 250 Paare der Fregattensturmschwalbe (Pelagodroma marina). Andere brütende Vogelarten sind Seidenreiher (Egretta garzetta) sowie Fischadler (Pandion haliaetus), Kap Verde-Schleiereule (Tyto detorta) und Turmfalke (Falco tinnunculus neglectus). Wanderfalke (Falco peregrinus madens) und Kap Verde-Sperling (Passer iagoensis) sind gegenwärtig.
Die Ilhéu Branco war zudem gemeinsam mit der Ilhéu Raso die Heimat des bis zu 65 Zentimeter großen, Kapverdischen Riesenskinks Chioninia coctei, einem Reptil. Seit Beginn des 20. Jahrhunderts gelten diese Skinke als ausgestorben, es wurden seitdem keine Exemplare mehr gesichtet. Der endemische Riesengecko Tarentola gigas verfügt über gute Bestände und ist noch nicht vom Aussterben bedroht. Es tritt überdies der Skink Chioninia stangeri auf dem Eiland auf.

## Naturschutzgebiet
Wegen seiner faunistischen Besonderheiten wurde die Ilhéu Branco zusammen mit Santa Luzia und Ilhéu Raso (Ilhas Desertas) 1990 zum Naturschutzgebiet erklärt.

## Klima
Wie auf allen Inseln der Kapverden herrscht auch auf der Ilhéu Branco ein warmes, sehr trockenes Klima mit wenigen Niederschlägen, die in den Monaten zwischen August und Oktober fallen, Trockenzeit ist zwischen November und Juli. Die Temperaturunterschiede zwischen Sommer und Winter sind gering, die Durchschnittstemperaturen im Sommer betragen etwa 25 Grad Celsius, die Durchschnittstemperaturen im Winter 20 Grad Celsius.